# Ільїнська сільська рада (Октябрський район)
Ільї́нська сільська рада (рос. Ильинский сельский совет) — сільське поселення у складі Октябрського району Оренбурзької області Росії.
Адміністративний центр — село Ільїнка.

## Населення
Населення — 351 особа (2019; 442 в 2010, 607 у 2002).

## Склад
До складу сільської ради входять:
| Населений пункт | Населення, осіб (2002) | Населення, осіб (2010) |
| --------------- | ---------------------- | ---------------------- |
| Ільїнка, село   | 356                    | 273                    |
| Петровка, село  | 171                    | 140                    |
| Сенцовка, село  | 80                     | 29                     |